# Romain Haghedooren
Romain Haghedooren (Menen, 28 september 1986) is een voormalig Belgische voetballer. 

## Carrière
Haghedooren kreeg zijn jeugdopleiding bij Bas-Warneton (1991-1994), daarna vertrok hij naar Eendracht Wervik (1994-1995). Na één jaar bij de jeugd van Eendracht Wervik gespeeld te hebben trok hij de aandacht van Excelsior Moeskroen, waar hij zijn jeugdopleiding vervolmaakte tot hij ten slotte in het seizoen 2005/2006 voor de eerste keer met de A-ploeg in actie kwam. In het seizoen 2006/2007 speelde hij 16 keer met de A-ploeg, waar hij meer dan behoorlijk presteerde. Toch besliste Moeskroen in het tussenseizoen om hem uit te lenen aan tweedeklasser OH Leuven, waar hij 18 wedstrijden speelde. Eens terug bij Moeskroen, in het seizoen 2008-2009, werd hij vooral als back-up gebruikt. Een jaar later vertrok hij dan maar definitief naar RFC Tournai, waar hij na een sterk seizoen in de EXQI League werd weggeplukt door FC Brussels. Ook hier groeide hij uit tot een sterkhouder en werd hij zelfs kapitein. Na twee uitstekende seizoenen bij de hoofdstedelingen vertrok hij transfervrij naar KSV Roeselare. Haghedooren speelde nadien nog voor KVC Winkel Sport, KM Torhout en VK Dadizele. Hij geraakte in het seizoen 2018/2019 geblesseerd aan de knie en speelde geheel dat seizoen niet. Toen hij in de voorbereiding van het seizoen 2019/2020 opnieuw geblesseerd geraakte aan de knie, besloot hij te stoppen met voetballen, dit deed hij uiteindelijk bij KVC Deerlijk Sport, een club waar hij een maand eerder was begonnen voetballen na zijn passage bij VK Dadizele.

## Statistieken
| seizoen | club                     | land   | competitie                           | wed. | goals |
| ------- | ------------------------ | ------ | ------------------------------------ | ---- | ----- |
| 2005/06 | Excelsior Moeskroen      | België | Jupiler Pro League                   | 1    | 0     |
| 2006/07 | Excelsior Moeskroen      | België | Jupiler Pro League                   | 16   | 0     |
| 2007/08 | → Oud-Heverlee Leuven    | België | Tweede klasse                        | 18   | 1     |
| 2008/09 | Excelsior Moeskroen      | België | Jupiler Pro League                   | 12   | 1     |
| 2009/10 | RFC Tournai              | België | Tweede klasse                        | 23   | 5     |
| 2010/11 | FC Brussels              | België | Tweede klasse                        | 26   | 2     |
| 2011/12 | FC Brussels              | België | Tweede klasse                        | 23   | 0     |
| 2012/13 | KSV Roeselare            | België | Tweede klasse                        | 31   | 3     |
| 2013/14 | KSV Roeselare            | België | Tweede klasse                        | 2    | 0     |
| 2014/15 | Sint-Eloois-Winkel Sport | België | Derde klasse                         | 14   | 0     |
| 2015/16 | Sint-Eloois-Winkel Sport | België | Derde klasse                         | 25   | 3     |
| 2016/17 | Torhout 1992 KM          | België | Tweede klasse amateurs               | 31   | 4     |
| 2017/18 | Torhout 1992 KM          | België | Tweede klasse amateurs               | 16   | 2     |
| 2018/19 | VK Dadizele              | België | Eerste Provinciale West-Vlaanderen   | 0    | 0     |
| 2019/20 | KVC Deerlijk Sport       | België | Tweede Provinciale B West-Vlaanderen | 0    | 0     |
|         |                          |        | Totaal                               | 238  | 21    |